# Emmesa labiata
Emmesa labiata är en skalbaggsart som först beskrevs av Thomas Say.  Emmesa labiata ingår i släktet Emmesa och familjen brunbaggar. Inga underarter finns listade i Catalogue of Life.